# 林道

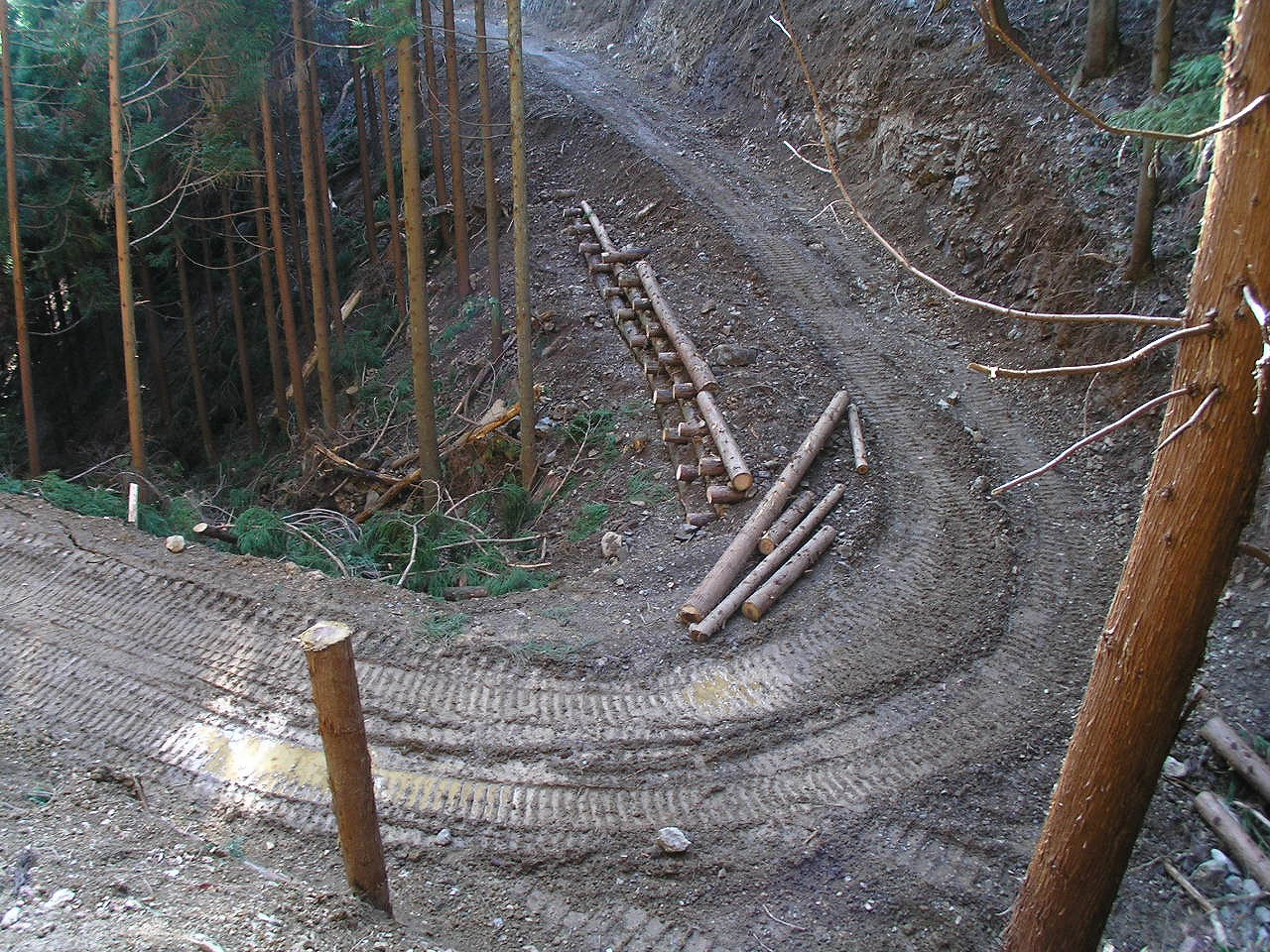
敷設中の林道（兵庫県五台山）

林道（りんどう）とは、森林に敷かれた道のこと。
日本においては、林野庁が定める「林道規程」にある森林の整備・保全・切り出しを目的として森林地帯に設けられる道路の総称である。
樵(杣人)しか通らないような道を杣道という。

## 各国の林道の路網密度
2004年度の森林1 ヘクタールあたりの林道の路網密度
- ドイツ : 45.9 メートル
- オーストリア : 44.8 メートル
- アメリカ合衆国 : 23.2 メートル
- スウェーデン : 18.6 メートル
- 日本 : 12.5 メートル

## 日本の林道

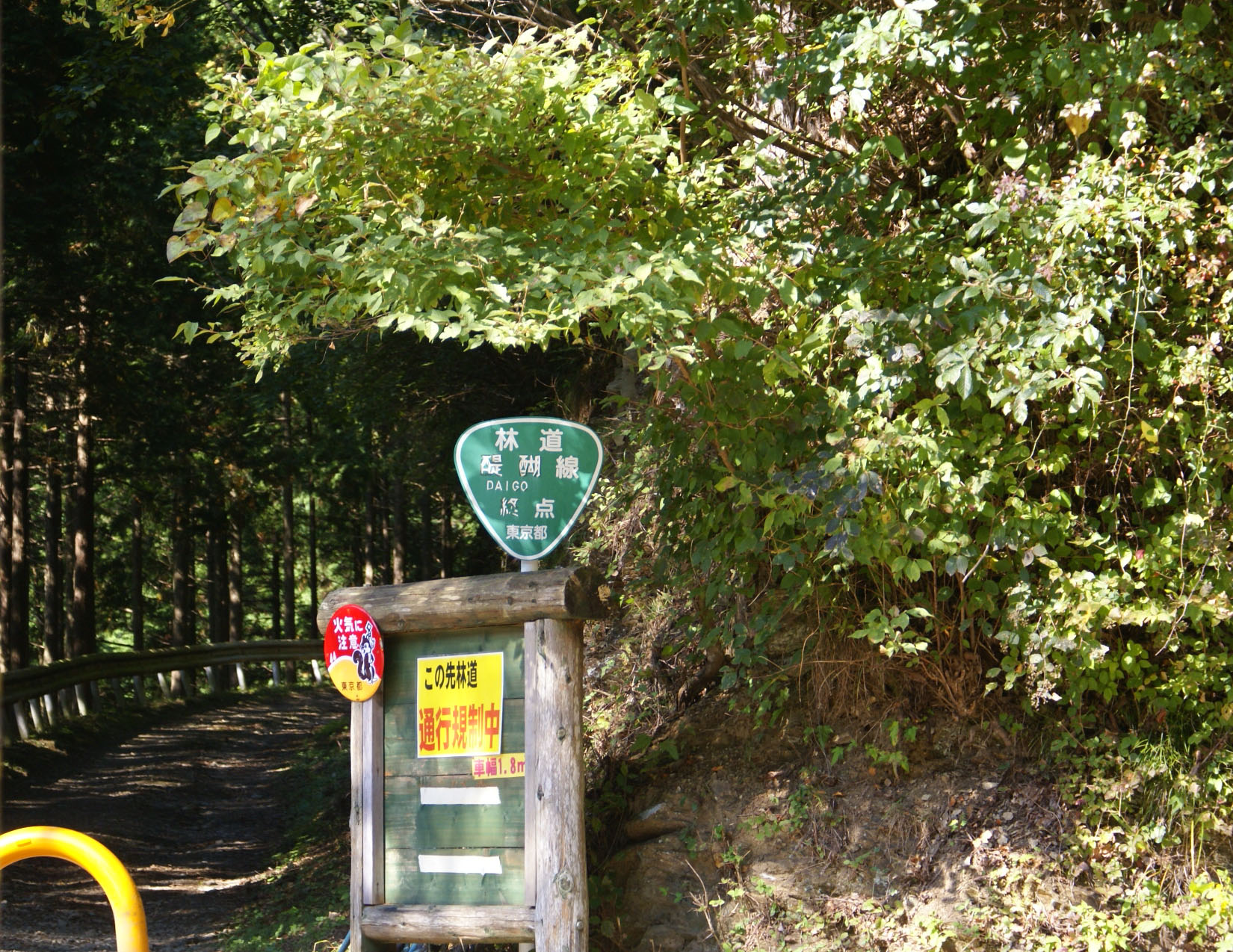
醍醐林道（東京都八王子市）

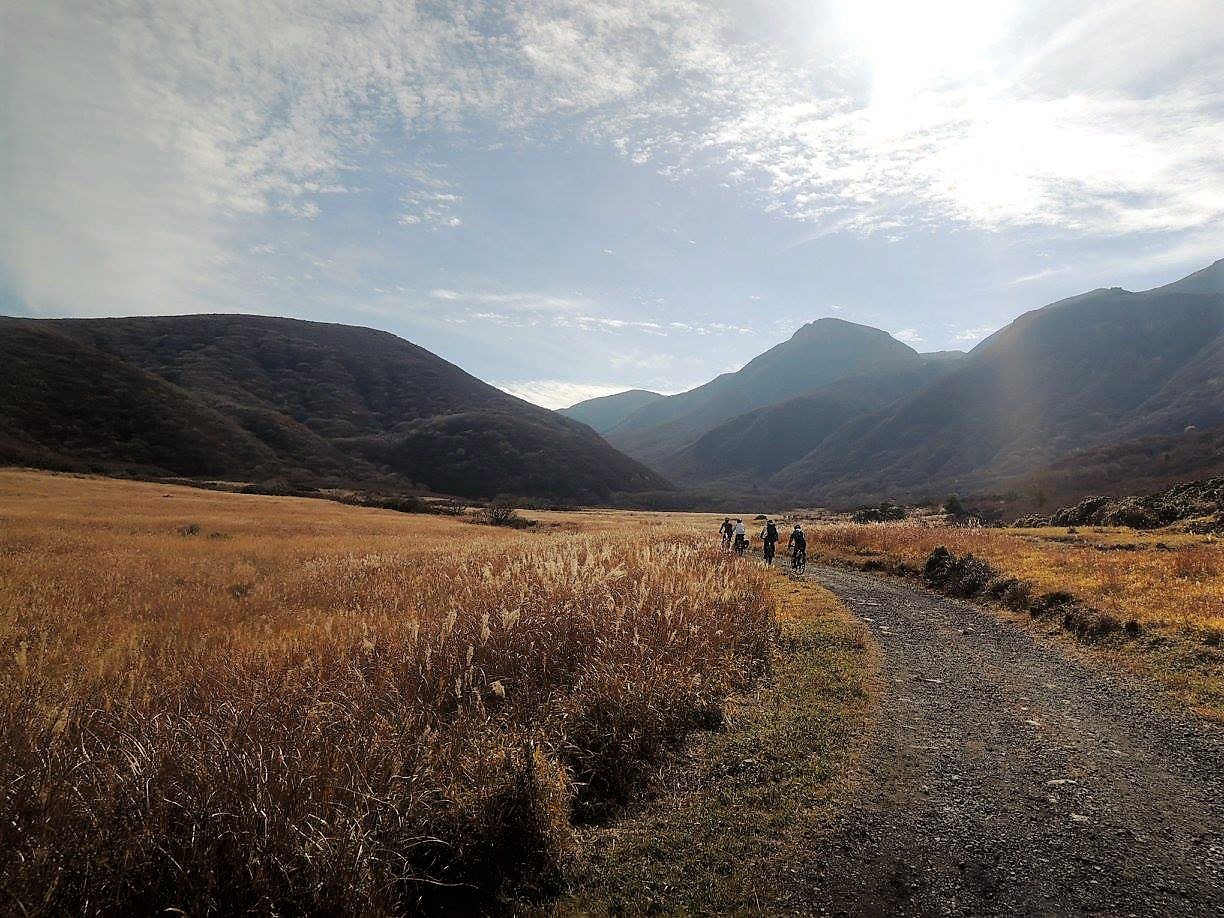
坊がつるの林道

### 概要
広義（日常語的）には、林の中に通る道を、すべて林道と呼ぶ。
一方で日本の国内の法律では、林道とは森林法の規定に基づいて設置されるものであり、道路法・および関連法規（道路構造令など）の枠外にある。ただし、一般の用に供される林道については、道路交通法・道路運送車両法などの規定は適用される。所管は国土交通省ではなく、林業を管轄する農林水産省（林野庁）で林業の受益地に設けられるものであり、必ずしも林の中だけとは限らない。このような道路の制度は日本独自のもので通行権の制限がある。林道の規格や構造は林野庁から『林道規定』によって定められており、これは国土交通省が所管する道路の道路構造令に相当する。

### 歴史
第二次世界大戦以前までは、材木の伐採に必要な資材や人員の輸送は人の足に頼ることがほとんどであり、木材の搬出も木馬や鉄砲堰、筏流し、修羅、時代が下って森林鉄道が主流であった。当時に林道と呼ばれたものはせいぜい、人の通行が可能な程度の幅や規模のものが多かった。それらの林道の一部は、現在でも登山道として使われたり、ハンターや釣り人、山菜取りの人に利用されているが、大多数は山林中にその痕跡のみをとどめている。日本で本格的に林道の整備が進められたのは1950年前後であり、背景には急増する木材需要に対応すべく奥地林の伐出や電力需要の逼迫による電源開発である。機動性に富むトラックにより森林鉄道は1960年代半ばには見られなくなり、索道も1980年代後半には同じく数を減らしていった。林道は1980年代までは一時的に整備されたものが多く、当時は伐出後林地に戻すことが多かった。1980年代半ばからは安価かつ急勾配でも作業可能な作業用車両が市場に出回るようになり、急斜面でも高密度で恒久的に林道を整備することで集約的に林業を経営する事例が増加した。この頃、地形や地質・土質を考慮して路線選定する方法論が経験的知見のみならず科学的知見でも検証するようになった。2000年代に入ると、これまでの全国一律に目標となる林道の密度まで林道を整備する考え方から、森林を目的別にゾーニングして地域ごとに林道の密度を変えていく方針になった。2010年代からは林道の中でも作業道を「林業専用道」（10 tトラックまでの運材用車両を想定したもの）と「森林作業道」（林業専用道より低規格なもの）に分類された。

### 林道の種類
大規模林道・緑資源幹線林道
独立行政法人緑資源機構（農林水産省所管）が緑資源幹線林道として整備を行ってきた高規格林道。
1973年（昭和48年）、森林開発公団（後の独立行政法人「緑資源」機構）によって、全国に7つの林業圏域が設定された（大規模林業圏開発林道事業）。大規模林道（大規模林業圏開発林道）とは、それらの林業圏域において、林道網の中核として位置付けられた大規模な林道のことをいう。
大規模林道は、スーパー林道と同じく「峰越し・多目的」の林道であるが、その規格（幅員7 m・2車線完全舗装）は、スーパー林道（道路幅員4.6 m未舗装）を上回るものであり、大型観光バスも走行可能な山岳ハイウェイ（観光道路）をめざしたものとなっている。
1999年10月に森林開発公団が緑資源公団に移行した際に、事業名称が緑資源幹線林道と変更された。同公団は2003年に独立行政法人緑資源機構に移行したが、緑資源幹線林道の事業はそのまま継続された。
2007年度末に緑資源機構は廃止されたが、その時点で未完成区間を残しておりそれらについては独立行政法人の事業としては廃止し、地方公共団体（具体的には北海道および該当県）の判断により、必要な区間について国の補助事業として実施することになった。そして、そのために「山のみち地域づくり交付金」が創設された。その後の各道県の対応（そのまま事業を継続するか、あるいは中止するか）をみると、各自治体ごとに異なっている。
特定森林地域開発林道（スーパー林道）
かつて建設されていた高規格林道。現在は、地元自治体等へ移管され多くが市町村道等となっている。
ふるさと林道
過疎が進む山間地を連絡するために林道を建設または既存の林道を改修（アスファルト舗装等）するもの。二車線区間や、トンネルや橋梁が多く存在する（本来の林道は、山を迂回させて多くの森林所有者の敷地を通した方が有利）など、性格的には林道というよりも市町村道の肩代わり的な役割を担っている。県の単独事業であるが、総務省から補助金に相当する額が県に交付される。
広域基幹林道
併用林道
地元市町村が林道を借り受けて管理、実質的に市町村道として利用しているもの。一般補助林道と異なり、一般車両の自由な通行が可能となる。本来の一般補助林道は1車線が基本であるが、併用林道化に伴い、地元自治体が独自に2車線へと拡幅する例もある。
一般補助林道
森林組合などの森林所有者や管理者、地方自治体が開設する林道。開設に要する工事費の大部分は、国や地方自治体の補助で賄われるが、森林所有者にも負担金が生じるため、コストの切りつめや所有者間の境界を意識した路線の設定が行われる。このため、一般道路に比べると勾配区間が多く線形もきつい『悪路』であることが多い。完成後の維持管理費は、自治体や森林所有者の負担となるため、廃棄物の不法投棄や一般車両に路盤が荒廃されないよう、安全確保を名目に施錠機能を持つゲートが設けられる例もある。しかし、主に登山者と見られる者が、不法侵入目的で林道の入口ゲートの鍵を壊すなどするケースが、全国3,924か所のうちの3割に当たる1,233件に及ぶことが林野庁の調査で発覚しており、林道の設置者は対策に苦慮している。